# Kup Jugoslavije 1997-1998
La Kup Jugoslavije 1997-1998 (Coppa Jugoslava 1997-1998) fu la 7ª edizione della Kup Jugoslavije e la sesta della Repubblica Federale di Jugoslavia.
La coppa fu vinta dal Partizan che sconfisse in finale l'Obilić.

## Squadre partecipanti
Prva liga A
- Budućnost Podgorica
- Čukarički
- Hajduk Kula
- Mladost Lučani
- Obilić
- Partizan
- Proleter Zrenjanin
- Rad Belgrado
- Stella Rossa
- Vojvodina
- Železnik
- Zemun

Prva liga B
- Bečej
- Borac Čačak
- Budućnost Valjevo
- Loznica
- OFK Belgrado
- Prishtina
- Radnički Niš
- Rudar Pljevlja
- Sartid
- Spartak Subotica
- Sutjeska

Druga liga
- Čelik Nikšić
- Javor Ivanjica
- OFK Kikinda
- Mladost Apatin
- Mladost Bački Jarak
- Solunac Karađorđevo
- Sloboda Užice

Categoria sconosciuta
- Vrbas
- Hajduk Belgrado

## Sedicesimi di finale
| Squadra 1           | Risultato | Squadra 2          |
| ------------------- | --------- | ------------------ |
| 03.09.1997          |           |                    |
| Mladost Apatin      | 2 – 3     | Obilić             |
| Borac Čačak         | 0 – 1     | Sutjeska           |
| Rad                 | 2 – 0     | Javor Ivanjica     |
| Čelik Nikšić        | 3 – 4     | Vojvodina          |
| Spartak Subotica    | 4 – 3     | Mladost Lučani     |
| Hajduk Kula         | 2 – 1     | OFK Kikinda        |
| Sloboda Užice       | 0 – 3     | Partizan           |
| Bečej               | 2 – 0     | Solunac            |
| Sartid 1913         | 1 – 0     | Proleter Zrenjanin |
| Prishtina           | 3 – 0     | Zemun              |
| Loznica             | 4 – 2     | Budućnost Valjevo  |
| Mladost Bački Jarak | 1 – 7     | Čukarički          |
| Radnički Niš        | 4 – 1     | Rudar Pljevlja     |
| Vrbas               | 1 – 0     | Železnik           |
| Budućnost Podgorica | 2 – 1     | OFK Belgrado       |
| Stella Rossa        | 9 – 1     | Hajduk Belgrado    |

## Ottavi di finale
| Squadra 1        | Totale      | Squadra 2           | Andata     | Ritorno    |
| ---------------- | ----------- | ------------------- | ---------- | ---------- |
|                  |             |                     | xx.xx.1997 | xx.xx.1997 |
| Obilić           | 3 – 3 (gfc) | Prishtina           | 1 – 0      | 2 – 3      |
| Stella Rossa     | 6 – 0       | Loznica             | 3 – 0      | 3 – 0      |
| Spartak Subotica | 3 – 1       | Bečej               | 3 – 1      | 0 – 0      |
| Vrbas            | 2 – 5       | Hajduk Kula         | 1 – 5      | 1 – 0      |
| Čukarički        | 8 – 0       | Budućnost Podgorica | 3 – 0      | 5 – 0      |
| Sartid 1913      | 2 – 1       | Radnički Niš        | 1 – 1      | 1 – 0      |
| Partizan         | 5 – 0       | Rad                 | 3 – 0      | 2 – 0      |
| Sutjeska         | 1 – 6       | Vojvodina           | 1 – 1      | 0 – 5      |

## Quarti di finale
| Squadra 1    | Totale | Squadra 2        | Andata     | Ritorno    |
| ------------ | ------ | ---------------- | ---------- | ---------- |
|              |        |                  | 19.11.1997 | 03.12.1997 |
| Čukarički    | 3 – 8  | Partizan         | 2 – 5      | 1 – 3      |
| Stella Rossa | 5 – 4  | Spartak Subotica | 4 – 3      | 1 – 1      |
| Sartid 1913  | 3 – 6  | Vojvodina        | 2 – 1      | 1 – 5      |
| Hajduk Kula  | 2 – 4  | Obilić           | 1 – 1      | 1 – 3      |

## Semifinali
| Squadra 1    | Totale          | Squadra 2 | Andata     | Ritorno    |
| ------------ | --------------- | --------- | ---------- | ---------- |
|              |                 |           | 18.03.1998 | 01.04.1998 |
| Stella Rossa | 2 – 2 (5-6 dtr) | Obilić    | 2 – 0      | 0 – 2      |
| Partizan     | 4 – 2           | Vojvodina | 4 – 1      | 0 – 1      |

## Finale
| Squadra 1 | Totale | Squadra 2 | Andata | Ritorno |
| --------- | ------ | --------- | ------ | ------- |
| Obilić    | 0 - 0  | Partizan  | 0 - 0  | 0 - 2   |

| Arbitro: | Slavko Radulović (Podgorica) |

| |            | |
| Lukić Babeu Serafimović Vukomanović (82' Litera) Savić Živković Juškić Grozdić Šarac (70' Garčević) Kovačević Ranković | Formazioni | Kralj Bolić Sabo Taševski Savić Tomić (80' Đorđević) Duljaj (46' Tešović) Trobok Ilić Obradović (61` Trenevski) Isailović |
| Okuka | Allenatori | Tumbaković |

| Arbitro: | Milan Vidić (Užice) |

| |            | |
| Trenevski 24’ Obradović 56’ | Marcatori  | |
| Kralj Bolić Sabo Taševski Savić (76' Stojisavljević) Svetličić Trobok Trenevski Ilić (70' Tešović) Obradović (85' Duljaj) Isailović | Formazioni | Lukić Babeu Nović Vargec Serafimović Košutiž (64' Mitić) Milošević Filipović Viciknez Litera (72' Krizmanić) Garčević (70' Ivić) |
| Tumbaković | Allenatori | Okuka |